# Park Jong-hwan
Park Jong-hwan (Haeju, 9 febbraio 1938 – Seul, 7 ottobre 2023) è stato un allenatore di calcio sudcoreano.

## Carriera
Ha allenato in diverse occasioni club e Nazionali asiatiche, guidando, nel 1996, la Corea del Sud alla Coppa d'Asia.